# Manasota Key
Manasota Key és una concentració de població designada pel cens dels Estats Units a l'estat de Florida. Segons el cens del 2000 tenia 1.345 habitants.

## Demografia
Segons el cens del 2000, Manasota Key tenia 1.345 habitants, 769 habitatges, i 459 famílies. La densitat de població era de 489,9 habitants/km².
Dels 769 habitatges en un 3,5% hi vivien nens de menys de 18 anys, en un 57% hi vivien parelles casades, en un 2,2% dones solteres, i en un 40,3% no eren unitats familiars. En el 35,9% dels habitatges hi vivien persones soles el 23,7% de les quals corresponia a persones de 65 anys o més que vivien soles. El nombre mitjà de persones vivint en cada habitatge era d'1,75 i el nombre mitjà de persones que vivien en cada família era de 2,16.
Per edats la població es repartia de la següent manera: un 3,9% tenia menys de 18 anys, un 1,1% entre 18 i 24, un 8,1% entre 25 i 44, un 32,5% de 45 a 60 i un 54,4% 65 anys o més.
L'edat mediana era de 67 anys. Per cada 100 dones de 18 o més anys hi havia 82,1 homes.
La renda mediana per habitatge era de 44.071 $ i la renda mediana per família de 57.059 $. Els homes tenien una renda mediana de 58.750 $ mentre que les dones 36.607 $. La renda per capita de la població era de 40.759 $. Cap de les famílies i el 4,7% de la població estaven per davall del llindar de pobresa.

## Poblacions més properes
El següent diagrama mostra les poblacions més properes.